# Конрад II Черський
Конрад II Черський (бл. 1250 — 1294) — князь Мазовецький і плоцький у 1264—1275 роках, черський в 1264—1294 роках.

## Біографія
Походив з династії Мазовецьких П'ястів. Старший син Земовита І. князя Мазовецького, і Переяслави (доньки князя Данила Галицького). У 1262 році разом з батьком обороняв Уяздовський замок від литовців. Внаслідок зради ворог захопив замок, вбивши Земовита I, а Конрада було захоплено в полон. Повернувся до Мазовії у 1264 році, розділивши правління над нею з молодшим братом Болеславом II. Спочатку за них правили їх мати Переяслава і князь Болеслав Побожний.
У 1275 році відбувся розділ Мазовецького князівства, за яким Конрад отримав Черське князівство, а його брат Болеслав II — Плоцьке. Невдовзі вступив уборотьбу з останнім за владу над усією Мазовією. З кінця 1270-х років також виступив проти нового верховного князя Лешека II Чорного. В 1282 році супротивники останнього здали міста Сандомир і Радом Конраду II Черському.
У травні 1285 року в битві біля Раби Конрад II зазнав поразки від Лешека II. У 1288 році після смерті Лешека Чорного князь Черський підтримував князя вроцлавського Генріха IV Праведного в його боротьбі проти свого молодшого брата Болеслава Плоцького. Після перемоги Генріха IV Конрад Черський в 1289 році уклав договір з Болеславом Плоцьким і отримав від нього у Сандомирське князівство. Проте, невдовзі, Конрада II Черського було вигнано з Сандомира Владиславом Локетеком, князем Сєрадзьким і Куявським.
Подальша доля Конрада Черського маловідома. Вважається, що продовжив боротьбу з Болеславом Плоцьким і Владиславом Локетеком. помер або загинув у 1294 році. Його володіння успадкував брат Болеслав Плоцький.

## Родина
Дружина — Ядвіга, донька Болеслава II Лисого
Діти:
- Анна (ок. 1270—1324), дружина Пшемислава, князя Ратиборського